# Liste der Baudenkmäler in Trausnitz
Auf dieser Seite sind die Baudenkmäler in der Oberpfälzer Gemeinde Trausnitz zusammengestellt. Diese Tabelle ist eine Teilliste der Liste der Baudenkmäler in Bayern. Grundlage ist die Bayerische Denkmalliste, die auf Basis des Bayerischen Denkmalschutzgesetzes vom 1. Oktober 1973 erstmals erstellt wurde und seither durch das Bayerische Landesamt für Denkmalpflege geführt wird. Die folgenden Angaben ersetzen nicht die rechtsverbindliche Auskunft der Denkmalschutzbehörde.
 Die Liste gibt den Fortschreibungsstand vom 31. August 2016 wieder und umfasst elf Baudenkmäler.

## Baudenkmäler nach Gemeindeteilen

### Trausnitz
| Lage                      | Objekt                                                  | Beschreibung | Akten-Nr.     | Bild           |
| ------------------------- | ------------------------------------------------------- | --- | ------------- | -------------- |
| Burggasse 3 (Standort)    | Burg Trausnitz im Tal, jetzt Jugendherberge             | Dreigeschossige Dreiflügelanlage, über trapezförmigem Grundriss, mit Westtor und Bergfried, Mitte 13. Jahrhundert, 1830 restauriert. | D-3-76-173-2  | weitere Bilder |
| Hauptstraße 41 (Standort) | Katholische Pfarrkirche Sankt Josef                     | 1892, neugotisch; mit Ausstattung. | D-3-76-173-3  | weitere Bilder |
| Hofmark 7 (Standort)      | Kapelle Sankt Wenzeslaus, sogenannte Versöhnungskapelle | Erste Hälfte 14. Jahrhundert, 1730 verlängert, 1892 Langhaus abgebrochen; mit Ausstattung; mittelalterlicher Nordturm, sogenannter Sachsenturm; Friedhofsmauer aus Bruch- und Lesesteinen, im Kern mittelalterlich. | D-3-76-173-5  | weitere Bilder |
| Nähe Seestraße (Standort) | Kraftwerk Trausnitz                                     | Zugehörig zur Pumpspeichergruppe Jansen an der Pfreimd, Krafthaus mit Turbinenhalle und Überwachungsraum, gestreckter Kubus angegliedert an die Staumauer, aus Stahlbetonstützen mit Ziegelmauerwerk und Granitplattenverkleidung in Grautönen, teilweise leicht bossiert; Staumauer; Hangstützmauern, zum Teil mit integrierten Lagermöglichkeiten; 1951–1953; nach Plänen des Architekten Alwin Seifert errichtet. | D-3-76-173-13 | weitere Bilder |

### Reisach
| Lage                   | Objekt                                      | Beschreibung | Akten-Nr.     | Bild           |
| ---------------------- | ------------------------------------------- | --- | ------------- | -------------- |
| Bachwiesen (Standort)  | Kapelle                                     | Zugehörig zur Pumpspeichergruppe Jansen an der Pfreimd, Massivbau mit vorkragendem Satteldach und Dachreiter, 1960; mit Ausstattung. | D-3-76-173-14 | BW             |
| Reisach 4 (Standort)   | Katholische Filialkirche St. Peter und Paul | Chorturmanlage, im Kern gotisch, im späten 18. Jahrhundert verändert; mit Ausstattung. | D-3-76-173-6  | weitere Bilder |
| Seestraße 6 (Standort) | Pumpspeicheranlage Reisach                  | Zugehörig zur Pumpspeichergruppe Jansen an der Pfreimd, Krafthaus mit Turbinenhalle, Schaltwarte und Empfangshalle, mächtiger Kubus aus Stahlbetonstützen mit Ziegelmauerwerk und Granitplattenverkleidung in Grautönen, drei akstrakte Fassadenfiguren aus Kupfer; Staumauer; Nebengebäude mit ehemaligen Pförtnerhaus; 1952–1955; nach Plänen des Architekten Alwin Seifert errichtet. | D-3-76-173-12 | weitere Bilder |

### Söllitz
| Lage                                                                           | Objekt                         | Beschreibung                                                       | Akten-Nr.     | Bild           |
| ------------------------------------------------------------------------------ | ------------------------------ | ------------------------------------------------------------------ | ------------- | -------------- |
| Kirchensteig, an der Straße nach Trausnitz, 500 Meter nach Ortsende (Standort) | Sogenannte Kirchensteigkapelle | 19. Jahrhundert.                                                   | D-3-76-173-10 | BW             |
| Söllitz 4 (Standort)                                                           | Ehemaliges Wohnstallhaus       | 18. Jahrhundert, Satteldachbau mit Steingewänden.                  | D-3-76-173-8  | BW             |
| Söllitz 13 (Standort)                                                          | Wohnhaus eines Dreiseithofs    | Satteldachbau, um 1700.                                            | D-3-76-173-9  | BW             |
| Söllitz 25 (Standort)                                                          | Wallfahrtskirche               | 1723, Turm mittelalterlich, Helm 19. Jahrhundert; mit Ausstattung. | D-3-76-173-7  | weitere Bilder |